# Stentjärnen (Trehörningsjö socken, Ångermanland)
Stentjärnen är en sjö i Örnsköldsviks kommun i Ångermanland och ingår i Husåns huvudavrinningsområde. Sjön har en area på 0,0604 kvadratkilometer och ligger 190 meter över havet.

## Delavrinningsområde
Stentjärnen ingår i det delavrinningsområde (706405-164790) som SMHI kallar för Utloppet av Ökvattnet. Medelhöjden är 255 meter över havet och ytan är 8,16 kvadratkilometer. Det finns ett avrinningsområde uppströms, och räknas det in blir den ackumulerade arean 21,55 kvadratkilometer. Hattsjöån (Långvattsån) som avvattnar avrinningsområdet har biflödesordning 2, vilket innebär att vattnet flödar genom totalt 2 vattendrag innan det når havet efter 54 kilometer. Avrinningsområdet består mestadels av skog (82 procent). Avrinningsområdet har 0,39 kvadratkilometer vattenytor vilket ger det en sjöprocent på 4,8 procent.